# Josef Niedermeier
Josef Niedermeier (ur. 7 listopada 1942 w Reit im Winkl) – niemiecki biathlonista reprezentujący RFN. W 1969 roku wystąpił na mistrzostwach świata w Zakopanem, gdzie zajął 33. miejsce w biegu indywidualnym i jedenaste w sztafecie. Najlepsze wyniki osiągnął na mistrzostwach świata w Anterselvie w 1975 roku, gdzie był piąty w biegu indywidualnym i sprincie, a w sztafecie zajął ósme miejsce. Był też między innymi szósty w biegu indywidualnym i sztafecie podczas mistrzostw świata w Mińsku w rok wcześniej. W 1972 roku wystąpił na igrzyskach olimpijskich w Sapporo, zajmując 46. miejsce w biegu indywidualnym. Brał również udział w igrzyskach w Innsbrucku w 1976 roku, plasując się na 26. pozycji w tej konkurencji. Nigdy nie wystartował w zawodach Pucharu Świata.

## Osiągnięcia

### Igrzyska olimpijskie
| Rok  | Miejscowość | Konkurencje | Konkurencje | Konkurencje | Konkurencje | Konkurencje | Konkurencje | Konkurencje |
| Rok  | Miejscowość | IN          | SP          | PU          | MS          | RL          | MR          | SR          |
| ---- | ----------- | ----------- | ----------- | ----------- | ----------- | ----------- | ----------- | ----------- |
| 1972 | Sapporo     | 46.         | nd.         | nd.         | nd.         | –           | nd.         | –           |
| 1976 | Innsbruck   | 26.         | nd.         | nd.         | nd.         | –           | nd.         | –           |

### Mistrzostwa świata
| Rok  | Miejscowość | Konkurencje | Konkurencje | Konkurencje | Konkurencje | Konkurencje | Konkurencje | Konkurencje |
| Rok  | Miejscowość | IN          | SP          | PU          | MS          | RL          | MR          | SR          |
| ---- | ----------- | ----------- | ----------- | ----------- | ----------- | ----------- | ----------- | ----------- |
| 1969 | Zakopane    | 33.         | nd.         | nd.         | nd.         | 11.         | nd.         | –           |
| 1970 | Östersund   | 27.         | nd.         | nd.         | nd.         | 13.         | nd.         | –           |
| 1971 | Hämeenlinna | 36.         | nd.         | nd.         | nd.         | –           | nd.         | –           |
| 1974 | Mińsk       | 6.          | 18.         | nd.         | nd.         | 6.          | nd.         | –           |
| 1975 | Anterselva  | 5.          | 5.          | nd.         | nd.         | 8.          | nd.         | –           |
| 1976 | Anterselva  | nd.         | 21.         | nd.         | nd.         | nd.         | nd.         | –           |